# 꽃을 든 남자 (영화)
"꽃을 든 남자"는 1997년에 개봉한 대한민국의 영화이다.

## 캐스팅
- 김승우 : 영주 역
- 심혜진 : 정민 역
- 허준호 : 석범 역
- 김여경 : 애경 역
- 박병훈 : 지배인 역

## 같이 보기
- 꽃을 든 남자 사운드트랙